# Malisa Longo
Pour les articles homonymes, voir Longo.
Malisa Longo est une actrice italienne, mannequin et écrivaine née le 13 juillet 1950 à Venise.

## Biographie
Née Maria Luisa Longo à Venise, elle s'installe à Rome où elle  commence très jeune une carrière de mannequin. Elle  participe au concours de beauté Miss Italie et remporte les titres de « Miss Cinéma » et « Miss Latium ».
Après être apparue dans des publicités, Malisa Longo fait ses débuts au cinéma en 1968, dans le film giallo d'Antonio Margheriti Le Sadique de la treizième heure (Nude... si muore). Elle joue ensuite (parfois créditée sous les noms de  Malisa Lang, Melissa Lang, Malisa Long, Melissa Long, Maria Luisa Long, Marisa Longo ou Mary Louisa Longo) de nombreux rôles, notamment dans des péplums, des western spaghetti, de la nazisploitation et des films érotiques .
Malisa Longo se retire en 1997. En 2000, elle fait ses débuts en littérature avec le roman Così come sono ; ses œuvres comprennent des poésies (Il cantico del corpo) et des essais (Aggiungi un seggio a tavola).
Longo est mariée au producteur de films Riccardo Billi.

## Filmographie partielle
- 1968 : Le Sadique de la treizième heure (Nude... si muore) d'Antonio Margheriti : Cynthia Fellows
- 1969 : Zorro, marquis de Navarre (Zorro marchese di Navarra) de Franco Montemurro : Carmen de Mendoza
- 1969 : À propos de la femme
- 1970 : Le Clan des gangsters (La banda de los tres crisantemos) d'Ignacio F. Iquino
- 1970 : On ne greffe pas que les cœurs... (Il trapianto) de Steno
- 1971 : Blindman, le justicier aveugle (Blindman) de Ferdinando Baldi
- 1971 : Zorango et les comancheros (Zorro il cavaliere della vendetta) de José Luis Merino et Luigi Capuano : Gladys
- 1972 : La Fureur du dragon (Meng long guo jiang) de Bruce Lee : la prostituée
- 1973 : Les Amazones (Le guerriere dal seno nudo) de Terence Young
- 1973 : Prenez la queue comme tout le monde de Jean-François Davy : Christa
- 1974 : Il domestico de Luigi Filippo D'Amico
- 1974 : Adolescence pervertie (Adolescenza perversa) de José Bénazéraf
- 1975 : Black Emanuelle (Emanuelle nera) de Bitto Albertini
- 1975 : Superuomini, superdonne, superbotte ou Amazzoni contro supermen d'Alfonso Brescia (crédité sous le nom d'Al Bradley) : Myla
- 1976 : Salon Kitty  de Tinto Brass
- 1976 : Agent très spécial 44 (Mark colpisce ancora) de Stelvio Massi
- 1977 : Elsa Fräulein SS de Patrice Rhomm
- 1977 : Helga, la louve de Stilberg d'Alain Payet
- 1977 : Adios California de Michele Lupo
- 1980 : La dottoressa ci sta col colonnello

## Publications littéraires
- 2000 : Così come sono. Borelli, 160 pages.
- 2002 : Il cantico del corpo. LietoColle, 46 pages.
- 2005 : Aggiungi un seggio a tavola. Graus Editore, 256 pages.